# 루이사 페리다
루이사 페리다(Luisa Ferida, 1914년 3월 18일 ~ 1945년 4월 30일)는 이탈리아의 배우이다.

## 출연 작품
- 페도라 (1942)